# Loma de Hierro
Loma de Hierro o, a veces, Lomas de Niquel forma parte de una secuencia de colinas que constituyen la cuenca alta del río Guárico y del Tuy, en las afueras de Las Tejerías, municipio Santos Michelena del estado Aragua, Venezuela. En Loma de Hierro se aprecia un ecotono de arbustos leñosos, bosque tropical y praderas, la presencia de un pequeño embalse donde desagua el río Mesía y se constituye en el principal yacimiento de laterita rico en Níquel del país, que actualmente es explotado por la minera Loma de Níquel del grupo Anglo American. A comienzos de los años 1950, el entonces presidente de Venezuela Marcos Pérez Jiménez declaró Loma de Hierro como reserva nacional y clausuró la mina hasta 2001 cuando el gobierno de Hugo Chávez aprobó nuevamente su explotación.

## Yacimiento de pera
Loma de Níquel es la primera mina comercial de ofiolitas de níquel en Venezuela, de la cual se extrae níquel y hierro y cuyo yacimiento geológico se extiende a lo largo de 7 km y 2 km de ancho. Fue descubierto en 1941 en el sector más alto de la principal loma de la zona. Se calcula que el yacimiento tiene reservas de níquel de aproximadamente 40 millones de toneladas métricas (Tm). Las lateritas están asociadas a un cinturón de peridotitas que aflora parcialmente serpentinizada. Después de desafíos legales, principalmente por falta de producción, además que la zona resultó confinada por razones epidemiológicas por ser albergue de una población de roedores portadores de la bacteria causante de la peste bubónica, la mina caducó en los años 1960. Se realizaron varios estudios de la factibilidad económica de Lomas de Hierro por varias décadas, finalmente Anglo American PLC reinició la explotación en Lomas de Hierro en el año 2000, extrayendo entre 15.000 y 22.000 Tm/año de níquel.

## Ubicación
Lomas de Hierro está ubicado en la frontera este del estado Aragua y el oeste del estado Miranda a lo largo de la Serranía del Interior.
La salida del kilómetro 54 en el sentido este de la Autopista Regional del Centro conduce a Lomas de Níquel, pocos kilómetros después de la salida de Las Tejerías. Minutos después de abandonar la autopista se recorre las colinas de la Serranía habitada por pequeñas poblaciones, ganadería bovina y equina. Lomas de Hierro tiene acceso después del embalse del río Mesía.